# إدوارد شورت
إدوارد شورت هو قاضي كندي، ولد في 10 يونيو 1806، وتوفي في 5 يونيو 1871.